# Ariane Fortin
Ariane Fortin (Ciutat de Quebec, Quebec, 20 de novembre de 1984) és una boxejadora olímpica quebequesa. Ha competit en la categoria de pes mig als Jocs de la Commonwealth de 2014, on va guanyar la medalla de plata.Per tal de competir als 2014 Jocs de Commonwealth, així com el Campionat Mundial de 2014, Ariane va organitzar una exitosa campanya de micro-mecenatge a la plataforma MAKEACHAMP.